# Daniel Udsen
Daniel Udsen (født 2. september 1983) er en dansk / færørsk professionel fodboldspiller, hvis primære position er på midtbanen.

## Spillerkarriere
Udsen har tidligere repræsenteret fodboldklubber såsom Hvidovre IF og Albertslund IF. Under Udsens ophold i Albertslund IF var han i januar 2005 med på holdet, der vandt det officielle danske mesterskab i indefodbold ved et finalestævne i Aarup Idrætscenter efter en samlet 5-4 sejr over Hellerup IK.
Han skiftede i sommeren 2005 til Greve Fodbolds førstehold, på daværende tidspunkt placeret i Danmarksserien, hvor han debuterede i august 2005 mod Farum Boldklub (bestående af FC Nordsjællands reserver) og samtidig fik scoret sit debutmål. I hans første sæson i klubben (2005/06-sæsonen) var han med til at spille klubben op fra Danmarksserien til 2. division, da Greve Fodbold vandt DS Pulje 1. I Danmarksserien 2005/06 noteredes han for 9 mål og i 2. division 2006/07-sæsonen optrådte han i 25 kampe med seks mål til følge.
Midtbanespilleren skrev i sommerpausen 2007 under på en et-årig kontrakt med 2. divisionsklubben Fremad Amager. Udsen fik sin 1. holdsdebut i forbindelse med en kamp i 2. division Øst (i sæsonpremieren) på udebane i Sundby Idrætspark mod lokalrivalerne B 1908 den 5. august 2007.
FC Helsingør valgte at forstærke truppen i 2012 med Daniel Udsen på midtbanen. 

## Titler/hæder

### Klub
- Greve Fodbold:
  - Vinder af Danmarksserien, Pulje 1 2005/06

## Fodnoter og referencer
1. ↑  "Albertslund IF dansk mester i Indefodbold". Dansk Boldspil-Union. 8. januar 2005. Arkiveret fra originalen 8. marts 2005. Hentet 25. november 2007.
2. ↑  "Obskøn sejr". Frederiksborg Amts Avis. 9. august 2005. Hentet 25. november 2007.{{cite news}}:  CS1-vedligeholdelse: url-status (link)
3. ↑  "Forløsning i Greve". Frederiksborg Amts Avis. 6. juni 2006. Hentet 25. november 2007.{{cite news}}:  CS1-vedligeholdelse: url-status (link)
4. ↑  "Fremad Amager vandt træningskamp". Ørestad Avis. 29. juli 2007. Arkiveret fra originalen 16. januar 2017. Hentet 25. november 2007.
5. ↑  | url = http://www.dagbladetonline.dk/apps/pbcs.dll/article?AID=/20060606/SPORT_DB/106060188&Profile=3000{{Dødt link|date=januar 2022 |bot=InternetArchiveBot |fix-attempted=yes }} |

## Ekstern kilde/henvisning
- Spillerprofil på fca.dk Arkiveret 11. november 2007 hos  Wayback Machine
- Daniel Udsen klar for Elite 3000
- Daniel Udsens spillerprofil hos UEFA (engelsk)
- Daniel Udsens profil hos EU-football.info (engelsk)
- Daniel Udsens spillerprofil på Transfermarkt (engelsk)
- Daniel Udsens spillerprofil på national-football-teams.com (engelsk)
- Daniel Udsens profil hos FootballDatabase.eu (engelsk)
- Daniel Udsens spillerprofil på Soccerway (engelsk)